# Поґожель (гміна Целестинув)
Поґожель (пол. Pogorzel) — село в Польщі, у гміні Целестинув Отвоцького повіту Мазовецького воєводства.
Населення — 664 особи (2011).
У 1975-1998 роках село належало до Варшавського воєводства.

## Демографія
Демографічна структура станом на 31 березня 2011 року:
|          | Загалом | Допрацездатний вік | Працездатний вік | Постпрацездатний вік |
| -------- | ------- | ------------------ | ---------------- | -------------------- |
| Чоловіки | 318     | 64                 | 229              | 25                   |
| Жінки    | 346     | 61                 | 209              | 76                   |
| Разом    | 664     | 125                | 438              | 101                  |